# 保罗·威金斯
保罗·威金斯（英語：Paul Wiggins，1962年6月7日—），澳大利亚男子田径运动员。他曾代表澳大利亚参加1994年英联邦运动会田径比赛，获得一枚金牌和一枚铜牌。他也曾参加1992年和1996年夏季残奥会。